# エクリプス (アモルフィスのアルバム)
『エクリプス』（Eclipse）は、フィンランドのヘヴィメタル・バンド、アモルフィスが2006年に発表した7作目のスタジオ・アルバム。トミ・ヨーツセン在籍時としては初のアルバムに当たる。

## 背景
パシ・コスキネン脱退後、バンドはトミ・ヨーツセンを後任ボーカリストとして迎え、2005年1月8日にヘルシンキで開催されたチャリティ・コンサートにおいて、新ラインナップによる初ライヴを行った。そして、2005年9月に本作の最終ミックスが終了し、ベーシストのニクラス・エテレヴォリは「トミ・ヨーツセンはボーカルで素晴らしい仕事をしたよ、クリーン・ボーカルもグロウルもこなす、かつてない人材さ」とコメントしている。サウンド・プロデュースはバンド自身により、ボーカル・パートのみナイトウィッシュのマルコ・ヒエタラがプロデュースした。
大部分の曲の歌詞は、パーヴォ・ハーヴィッコがフィンランドの叙事詩『カレワラ』の登場人物クッレルヴォを題材として作った詩の引用である。日本盤ボーナス・トラック「ストーン・ウーマン」は、ヨーロッパ盤シングル「ハウス・オブ・スリープ」のカップリング曲で、この曲にもハーヴィッコの詩が使われている。
本作のジャケット・デザインは、オーペスやカタトニア等のジャケットも手掛けたトラヴィス・スミスによる。ギタリストのエサ・ホロパイネンによれば、バンドは2005年7月にスミスに仕事を依頼し、スミスはアモルフィスのアルバム『トゥオネラ』（1999年）の大ファンだったことから快諾したという。

## 反響
母国フィンランドでは、先行シングル「ハウス・オブ・スリープ」が2006年第2週のシングル・チャートで1位を獲得。続いて本作が発売されると、2006年第8週のアルバム・チャートで初登場1位となり、8週連続でトップ40入りした。また、本作からの第2弾シングル「スモーク」は、2006年第27週のシングル・チャートで20位となった。2008年2月には、フィンランド国内で本作の売り上げが1万5千枚を突破し、ゴールドディスクの認定を受けている。
オーストリアでは2006年3月10日付のアルバム・チャートで69位を記録し、同国においてバンド初のチャート入りを果たした。

## 評価
Keith BergmanはBlabbermouth.netのレビューにおいて10点満点中8.5点を付け「メタルのレコードの歴史において数少ない、ボーカリストの交代がバンドの信者の間で間抜けな論争を引き起こさなかった例」「限られた量とはいえデス・グロウルが復活し、更に『テイルズ・フロム・ザ・サウザンド・レイクス』、『エレジー』、『トゥオネラ』といった作品のサウンドに斬新さを与えていた、フォーク色の強いメタルのユニークな味もある」と評している。また、CDJournal.comのミニ・レビューでは「作品ごとに音楽性が分散していったが、今回は久々にメタル色を強めた」と評されている。

## 収録曲
特記なき楽曲は作詞がパーヴォ・ハーヴィッコ、作曲がエサ・ホロパイネンによる。
1. ツー・ムーンズ - Two Moons – 3:22
  - 作詞：パーヴォ・ハーヴィッコ／作曲：エサ・ホロパイネン、サンテリ・カリオ
2. ハウス・オブ・スリープ - House of Sleep – 4:10
3. リーヴス・スカー - Leaves Scar – 3:38
4. ボーン・フロム・ファイア - Born from Fire – 3:59
  - 作詞：パーヴォ・ハーヴィッコ／作曲：サンテリ・カリオ
5. アンダー・ア・ソイル・アンド・ブラック・ストーン - Under a Soil and Black Stone – 4:13
  - 作詞：トミ・コイヴサーリ／作曲：サンテリ・カリオ
6. ペルケレ（ゴッド・オブ・ファイア） - Perkele (The God of Fire) – 3:31
  - 作詞：パーヴォ・ハーヴィッコ／作曲：ニクラス・エテレヴォリ
7. スモーク - The Smoke – 3:39
8. セイム・フレッシュ - Same Flesh – 4:41
  - 作詞：パーヴォ・ハーヴィッコ／作曲：サンテリ・カリオ
9. ブラザー・ムーン - Brother Moon – 4:47
  - 作詞・作曲：エサ・ホロパイネン
10. エンプティ・オープニング - Empty Opening – 5:48

### 日本盤ボーナス・トラック
1. ストーン・ウーマン - Stone Woman – 3:39
  - 作詞：パーヴォ・ハーヴィッコ／作曲：トミ・コイヴサーリ

## 参加ミュージシャン
- トミ・ヨーツセン - ボーカル
- エサ・ホロパイネン - リードギター
- トミ・コイヴサーリ - リズムギター
- サンテリ・カリオ - キーボード
- ニクラス・エテレヴォリ - ベース
- ヤン・レックベルガー - ドラムス

アディショナル・ミュージシャン
- Anu Lilja - バッキング・ボーカル
- Eternal Savo Choir - バッキング・ボーカル